# Nikumaroro
Nikumaroro (também conhecida como Ilha Gardner) é um atol de coral do grupo de Ilhas Fénix, pertencentes à República de Kiribati, no sul do oceano Pacífico. É desabitado.
Nikumaroro é também conhecido por ser possivelmente o local onde os aviadores Amelia Earhart e Fred Noonan teriam sofrido um acidente na sua tentativa de voo de circum-navegação

## Características
O atol é remoto e é formado por dois ilhéus alongados que quase fecham a lagoa interior e que lhe dão atol uma característica forma triangular. A sua vegetação é profusa e conta com uma lagoa marinha central.
Nikumaroro tem aproximadamente 6 km de comprimento por menos de 2 km de largura. Há duas entradas na borda do atol, bloqueadas por um largo recife, o qual seca ao baixar a maré. Nas águas de Nikumaroro há 21 géneros de coral duro, com abundante coral vivo na zona oeste, em algumas áreas superando mesmo 50%.